# Igreja de Nossa Senhora do Rosário dos Pretos de Congonhas

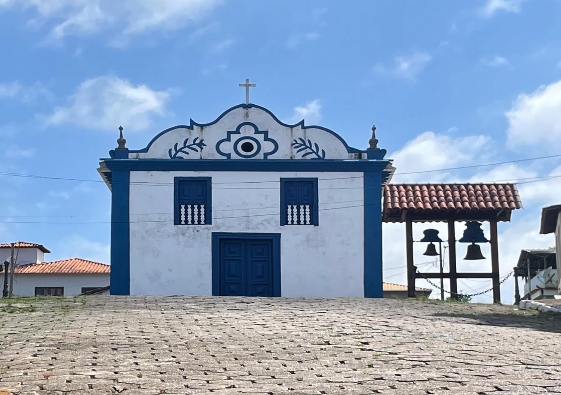
Fachada da Igreja de Nossa Senhora do Rosário dos Pretos de Congonhas, 2023.

A Igreja de Nossa Senhora do Rosário é considerada a mais antiga da cidade de Congonhas, sendo um patrimônio municipal. De construção simples, acredita-se que tenha sido edificada no início do século XVIII, pelos escravizados dos primeiros mineradores/faiscadores da região.
A origem da palavra "rosário" significa uma coroa de rosas, onde as pontas são figuradas como rosas brancas e vermelhas.

## Arquitetura
A igreja apresenta uma fachada simples, com paredes feitas de pedra com 1 metro de espessura. O coro, todo em madeira, com guarda-corpo em balaústres também em madeira, está carregado de simbolismo. Nas pinturas do forro do teto da entrada principal, destacam-se a figura ao centro da porta do céu, ladeada nos quatro cantos pela imagem da Arca da Aliança, da Torre de Babel, da Rosa Mística (símbolo da Nossa Senhora) e da estrela matutina (estrela de Davi anunciando o nascimento de Jesus). Há de salientar que algumas imagens da igreja estão passando por restauração, com modificações que proporcionarão uma melhor releitura e semelhanças ao que de fato representam.
Ao longo dos anos, suas características arquitetônicas foram alteradas. A sacristia foi construída posteriormente, quebrando a simetria do partido, as pinturas do interior foram retocadas, e o piso de tabuado corrido foi recentemente substituído por ladrilho hidráulico. Informações obtidas na cidade indicam que possivelmente a capela construída em pedra (junta seca) possa ter sido rebocada em época mais recente. Outra curiosa modificação foi a instalação, em fins do século XIX, de uma cópia de um dos altares laterais da Basílica do Senhor Bom Jesus de Matosinhos em seu interior.

## Importância Cultural
A santa Senhora do Rosário era alvo de grande devoção pelos escravizados e seguiu sendo um símbolo de santidade para os negros após a abolição da escravatura.
Até os dias atuais, realiza-se a festa do congado no mês de outubro, que tem em sua apresentação a recepção das guardas de congada na centenária Igreja do Rosário. Elas são recepcionadas pelas Mucamas do Rosário - mulheres que recebem o grupo do congado trajadas tipicamente e empunhando vassouras de alecrim e ramos de cheiro.
Essa festa é o que mantém viva a fé e a convivência da comunidade na igreja, além de preservar a tradição do congado, que é passada de geração para geração e se tornou um símbolo local.
Na Igreja de Nossa Senhora do Rosário, seguindo um costume antigo de sepultar corpos dentro dela, foram sepultadas pessoas pertencentes à Irmandade de Nossa Senhora do Rosário. Essa tradição incluía pessoas de diferentes qualidades, como católicos apostólicos romanos, com o intuito de desfrutar dos privilégios e indulgências oferecidos pela própria irmandade.